# Banco Kasikorn
El Kasikorn Bank Public Company Limited (también conocido como Farmers Bank) es una entidad financiera tailandesa establecida en 1945 con un capital inicial registrado de 5 millones de baht y que cotiza en la bolsa de valores de Bangkok (CET) desde 1976.
En diciembre de 2003 ocupaba el tercer puesto en el ranking de la banca comercial del país, aunque perdió el mismo en beneficio del Banco Comercial de Siam en 2005. Su capital en 2003 ascendía a 26 900 millones de bath, con unos activos de 820 900 millones, 685 200 millones en depósitos, y créditos por importe de 531 600 millones.
En 2005 disponía de 496 oficinas distribuidas por todas las provincias de Tailandia, 15 centros de comercio internacional en el país así como una expansión internacional que le hace presente en Hong Kong, Los Ángeles, Islas Caimán y Shenzhen y cuatro oficinas de representación en Londres, Pekín, Shanghái y Kunming.